# Býkovice
Býkovice (in tedesco Bikowitz) è un comune della Repubblica Ceca facente parte del distretto di Blansko, in Moravia Meridionale.